# Ezequiel Ávila
Pour les articles homonymes, voir Ávila (homonymie).
Luis Ezequiel Ávila, surnommé Chimy Ávila, né le 6 février 1994 à Rosario (Argentine), est un footballeur argentin évoluant au poste d’avant-centre ou d’ailier au Real Betis.

## Biographie

### Jeunesse et débuts argentins
Luis Ezequiel Ávila voit le jour à Rosario, en Argentine, au mois de février 1994. Il grandit dans le quartier difficile de Empalme Graneros où la délinquance et le trafic de drogues règnent. Ses parents, qui ont eu neuf enfants, se séparent alors qu'il est enfant.
Ávila reçoit sa formation footballistique au Tiro Federal où il commence sa carrière. Il joue son premier match professionnel le 18 octobre 2010 lors d'une défaite 2-0 contre l'Almirante Brown en Primera B Nacional, la deuxième division argentine. Ávila marque son premier but en carrière le 11 juin 2011 face au Ferro Carril, participant à un succès 1-3.
Au mois de février 2015, Ávila s'engage au San Lorenzo. Il dispute son premier match de Primera División contre le CA Aldosivi. Ávila découvre aussi la compétition continentale et joue la Copa Libertadores en 2015. Il marque son premier but pour le San Lorenzo le 20 avril 2016 en Copa Libertadores contre le Liga de Quito (1-1). Cette même année, le club atteint ainsi les demi-finales de la Copa Sudamericana en 2016, face au club brésilien de Chapecoense.

### SD Huesca
En août 2017, Ávila est prêté pour une saison au club espagnol de la SD Huesca. Lors de la saison 2017-2018, il inscrit sept buts en deuxième division espagnole et aide l'équipe à monter dans l'élite espagnole.
Au mois de juin 2018, son prêt à Huesca est prolongé. Le 19 août 2018, Ávila joue son premier match de Liga en remplaçant Álex Gallar durant un succès 1-2 contre le SD Eibar. L'attaquant marque son tout premier but le 27 août face à l'Athletic Bilbao (2-2). La première partie de saison de l'argentin est difficile car il n'est pas un titulaire régulier tandis que Huesca s'enfonce dans le bas du classement. Cependant, Ávila récupère du temps de jeu avec des performances remarquées en février 2019. Il réalise son premier doublé en Liga contre le Gérone FC et offre une seconde victoire de suite au club en championnat, ce qui constitue une première. Au mois de mars, entré en cours de jeu, Ávila inscrit le but de la victoire dans le temps additionnel aux dépens du Séville FC (2-1). Il marque quatre buts en avril et porte son total à dix réalisations. Malgré cela, Huesca est relégué à la fin de la saison.

### CA Osasuna
Le 27 juin 2019, le CA Osasuna a conclu un accord avec San Lorenzo pour le transfert d'Ávila. Il a signé un contrat de quatre ans, pour un montant de 2,7 millions d'euros. Lors de ses débuts pour le club le 17 août, il a marqué le seul but du match lors d'une victoire à l'extérieur contre CD Leganés. En janvier 2020, Ávila a subi une blessure au genou gauche, le tenant éloigné du reste de la saison. En septembre, après avoir été proche d'un retour, il a subi la même blessure au genou droit. Ávila est revenu de blessure en mars 2021, et a disputé son premier match après 435 jours d'absence le 3 avril, un match nul 0-0 à domicile contre le Getafe CF.

### Real Betis
Le 1er février 2024, Ávila a signé un contrat de trois ans et demi avec un autre club de première division, le Real Betis, pour un montant de 4 millions d'euros plus des variables.

### Vie privée
Ávila est le frère aîné du footballeur Gastón Ávila, de sept ans son benjamin.

## Palmarès
SD Huesca
- Vice-champion d'Espagne de D2 en 2018